# Synagelides wuermlii
Synagelides wuermlii är en spindelart som beskrevs av Andrzej Bohdanowicz 1978. Synagelides wuermlii ingår i släktet Synagelides och familjen hoppspindlar. Inga underarter finns listade i Catalogue of Life.